# Oakland
Oakland, der blev grundlagt i 1852, er en amerikansk by beliggende i delstaten Californien. Nord for byen ligger Berkeley, vest for ligger San Francisco på den anden side af broen Bay Bridge. 
Oakland er administrativt centrum for det amerikanske county Alameda County. I 2000 havde byen 399.484 indbyggere.
Oakland er hjemsted for det amerikanske fodboldhold Oakland Raiders, der spiller i NFL.

## Personer født i Oakland
- William Bergsma († 1994), komponist
- Marty Paich († 1995), musiker, pianist
- Russ Meyer († 2004), filminstruktør
- Thomas Schelling, økonom, nobelprismodtager († 2016)
- Zendaya (1996-), model, sanger